# Mitumba (Nairobi)
Mitumba è la baraccopoli più povera di Nairobi, dove si registra un tasso di sieropositivi del 60% (contro la media nazionale intorno al 7%), un reddito giornaliero medio intorno ai 0,60 USD e un tasso di scolarizzazione del 5% (percentuale dei bambini che raggiungono il quinto anno di scuola elementare). Sorge nel settore South C di Nairobi, lungo la grande catena di baracche che avvolge la città ed è situata in prossimità del piccolo aeroporto cittadino destinato ai voli locali. La popolazione stimata tra i 12000 e i 15 000 abitanti è composta in maggior parte da vedove e orfani. I bambini sono circa 3000, di cui molti HIV positivi.
All'interno della baraccopoli lavora una Onlus italiana, Mitumba Onlus.